# 司馬百年
司马百年（？—451年），刘宋青州的和尚。
451年，和尚本名不是司馬百年，他为了冒充晋朝皇室近族，自称司马百年，聚众自号安定王，响应五月初二偷袭梁邹城起兵的司马顺则。司马顺则自称齐王。七月，青州、冀州二州刺史萧斌派振武将军刘武之等率军消灭司马顺则和司马百年，斩杀二人。彻底平息梁邹之乱。